# Refuge faunique des Battures-de-Saint-Fulgence
Le refuge faunique des Battures-de-Saint-Fulgence est une aire protégée du Québec (Canada) située à Saint-Fulgence. Elle protège la seule halte de sauvagine du Saguenay–Lac-Saint-Jean.